# Hornet (klasa jachtu)
Hornet – nazwa klasy żaglówek regatowych, których projekt powstał na przełomie lat 1950/1951, popularna w Polsce w latach 60-70 XX wieku.
Konstruktorem Horneta był Jack Holt (Wielka Brytania), znany z konstrukcji Cadeta i Ramblera. Głównym przeznaczeniem tej konstrukcji były regaty oraz trening. Pierwszy Hornet popłynął już w 1951 roku, od tego samego roku odbywały się mistrzostwa świata. Jacht typowo regatowy. Charakteryzował się wysuwaną deską do balastowania, która zastępowała trapez. Obecnie w przepisach klasowych trapez jest dopuszczalny dla sternika i załoganta. W Polsce klasa zanikła, obecnie reaktywowana. Polska organizowała w 1966 i 1971 roku mistrzostwa świata. W 2006 roku powstało Polskie Stowarzyszenie Klasy Hornet, obecnie nieaktywne.

## Dane
- typ: slup
- ożaglowanie bermudzkie
  - powierzchnia:
    - całkowita: 19,3 m²
    - grot: 8 m²
    - fok: 3,3 m²
    - spinaker: 8 m²
    - oznaczenie na grocie: sylwetka szerszenia (ang. hornet)
- wymiary:
  - długość całkowita: 4,878 m
  - szerokość całkowita: 1,398 m
  - zanurzenie: 0,19 m
  - zanurzenie z mieczem: 1,19 m
  - wysokość masztu: 7,20 m
- masa całkowita: 130-135 kg
- załoga: 1-2, w czasie regat 2.
- konstruktor: Jack Holt (1950/1951)
- konstrukcja pierwszych drewniana (sklejka), a następnie laminat z pokładem drewnianym oraz całe z laminatu.